# Great Falls Sky
I Great Falls Sky sono stati una franchigia di pallacanestro della WBA, con sede a Great Falls, nel Montana, attivi nella stagione 1978-79.
Terminarono il loro unico campionato con un record di 11-37. Scomparvero alla fine della stagione.

## Stagioni
| Stagione | Lega | Denominazione   | V  | P  | %    | Piazzamento | Play-off |
| -------- | ---- | --------------- | -- | -- | ---- | ----------- | -------- |
| 1978-79  | WBA  | Great Falls Sky | 11 | 37 | 22,9 | 7º          |          |